# Deirdre

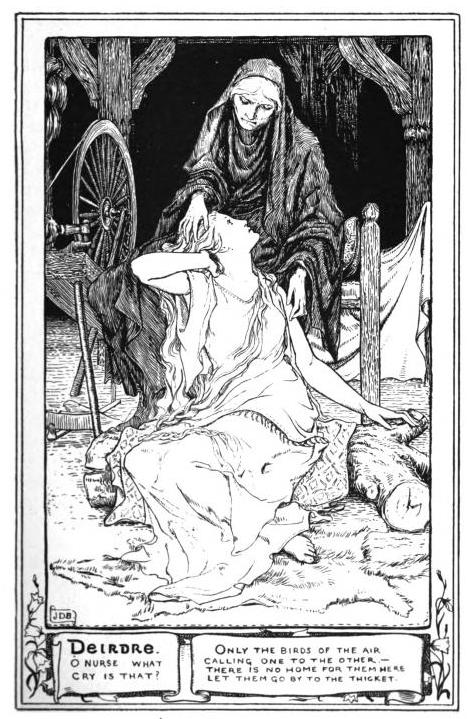
Deirdre und Leborcham

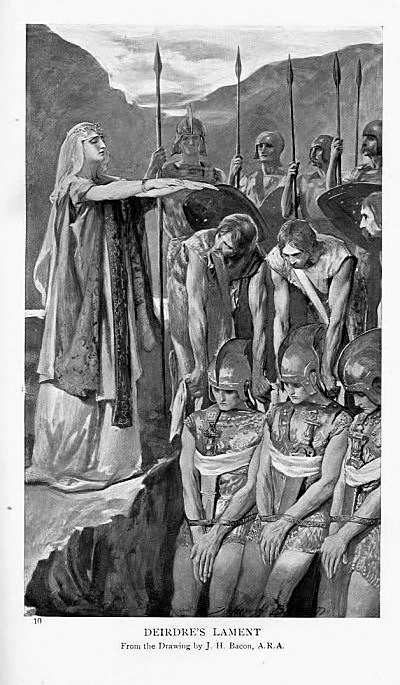
Deirdres Menschenopfer am Grabe Naoises (Illustration von J.H.F. Bacon)

Deirdre (auch Derdriu) ist der Name einer Heldin der irischen Mythologie. Ihre Geschichte ist eine Remscéla (Vorerzählung) der Táin Bó Cuailnge („Der Rinderraub von Cooley“).

## Mythologie
In der Erzählung Longas mac nUislenn („Das Exil der Söhne Uislius“) ist Deirdre die Tochter des Barden Fedlimid mac Daill. Kurz nach ihrer Geburt hat der Druide Cathbad prophezeit, dass sie zu einer Schönheit heranwachsen wird, derentwegen „alle Wagenkämpfer“ Krieg führen werden. Außerdem, so der Druide, würden die drei größten Krieger Ulsters ihretwegen ins Exil gehen müssen. Conchobar mac Nessa, König von Ulster, will Deirdre heiraten, wenn sie erwachsen ist. Aufwachsen soll sie in Abgeschiedenheit – bei einer alten Frau namens Leborcham.
Aber Deirdre sieht Naoise (auch Noisi), den Sohn Uislius und Enkel Cathbads, und verliebt sich in ihn. Die beiden fliehen gemeinsam mit Naoises zwei Brüdern Ardan und Annli nach Alba Schottland, doch auch dort werden Naoise und seine Brüder vom König wegen Deirdres Schönheit verfolgt. Schließlich landen sie auf einer entlegenen Insel. Durch einen Verrat Conchobars werden sie von dort nach Hause gelockt und Naoise wird von Eogan mac Durthacht ermordet. In seinem Zorn über Deirdres Weigerung, ihn zu heiraten, bietet Conchobar sie dem Mann an, der Naoise getötet hat. Sie begeht daraufhin Selbstmord, indem sie ihren Kopf aus dem fahrenden Kriegswagen gegen einen Felsen schlägt.
Eine Fortsetzung dieser Erzählung ist Tochmarc Luaine acus aided Athirni („Die Werbung Luaines und der Tod Athirnes“).
William Butler Yeats (1865–1939) hat das Schicksal Deirdres in seinem gleichnamigen Drama neu gestaltet.